# The Attack
The Attack fue una banda de rock británica formada por Richard Shirman en 1966. La primera formación contó con el batería de la banda Marmalade Alan Whitehead, el guitarrista David O'List (después de The Nice) y John Du Cann (después de Andromeda y Atomic Rooster). Su primer sencillo "Try It" también ha sido grabado por The Standells y Ohio Express. También lanzaron una versión de "Hi Ho Silver Lining", poco antes de Jeff Beck. Richard Shirman rechazó una oferta para cantar en la banda británica Andrómeda, pero lo rechazó.

## Biografía
En 1968, días antes de que la banda se separara, John Du Cann grabó el tema progresivo Roll On, pero ante la negativa de Decca de lanzarlo como hit, hizo una sesión de 4 horas donde grabó temas en la cual mostraba su habilidad con la guitarra: Earth Tremor (hard rock), Space Out (heavy metal) y ''The 'rock Door (rock progresivo, añadiendo efectos de sonidos de puerta al inicio y al final). Finalmente, luego de esta grabación, decidió junto con su amigo Mick Hawksworth formar la banda de rock duro y progresivo Andromeda, dando por terminado The Attack.
En 1979 Shirmam volvió a reunir a The Attack, para dos años más tarde formar la banda Hershey and the 12 Bars con quienes lanzó un álbum en 2000: Greatest Hits Volume II (A New Day Records, AND CD43). La formación era: Richard 'Hershey' Shirman: voz, armónica, Mike Summerland: guitarra líder, Ernie Hayes: guitarra r´tmica, Gary Baldwin: Hammond, Al MacLean: bajo, Alan Coulter: batería. 

## Discografía

### Sencillos
- "Try It"/"We Dont Know" (Decca F.12550) 1967
- "Hi Ho Silver Lining"/"Any More Than I Do" (Decca F 12578) 1967
- "Created By Clive"/"Colour Of My Mind" (Decca F 12631) 1967
- "Neville Thumbcatch"/"Lady Orange Peel" (Decca F 12725) 1968
- "Hi Ho Silver Lining"/"Any More Than I Do" [Reedición] (Decca F 13353) 1972
- "Created By Clive"/"Colour Of My Mind" [Reedición] (Acme ACF1019) 2005

### Álbumes recopilatorios
- Magic In The Air (Reflection MM08) 1990
- Magic In The Air [Reissue] (Aftermath AFT 1001) 1992
- Complete Recordings 1967-68 (Acme ADLP1026) 1999
- About Time! (RMP RPM BC 317) 2006
- About Time! (Bam-Caruso KIRI 121) 2006